# Газель (жанр)
Газе́ль (англ. ghazal; від араб. — ліричний вірш) — ліричний вірш, що складається не менше як з трьох, не більше як з дванадцяти бейтів (двовіршів), пов'язаних наскрізною моноримою кожного другого рядка (крім першого бейта з парним римуванням) за схемою метричної основи аруза: аа, ба, ва, га тощо.

## Опис
Викінчені за думкою строфи не пов'язані між собою фабулою, їх об'єднує спільний мотив. У кінцевому бейті автор неодмінно називає своє ім'я (літературний псевдонім). Основний зміст газелі — любов, туга закоханого, незрідка філософські медитації, перейняті вченням суфізму та анакреонтичними настроями, втіленими в алегоріях. Ця форма як відгалуження касиди виникла у 7 ст. в арабській та іранській поезії, невдовзі поширилася в тюркомовних літературах (Сааді, Гафіз, Джамі, Алішер Навої, Рудакі та ін.), вплинувши на індійську (наприклад, Хасрат Мохані) та уйгурську.
Першим до газелі в Європі звернувся Йоганн Вольфґанґ фон Ґете, котрий написав свій «Західно-східний диван».
Газелі зустрічаються і в доробку українських поетів — Івана Франка, Валер'яна Поліщука, Дмитра Павличка. У творчості Аркадія Казки ця віршована форма зазнала певної зміни (зокрема, не вживається сфрагіда), а після монорими застосовано рефрен:
Хлоп'ятком бігав я в садку — то був лиш сон!
Ласкало сонце у щоку — то був лиш сон!
І сад здававсь старий, густий, і так було
В нім любо гратись в холодку — то був лиш сон!
І батько, й ненька, і брати, і сестри — де воно?
Все щезло, мов луна в гайку, — то був лиш сон!
Й знов: монастир, вечерень сум й тужливий дзвін,
Тра канонаршить хлопчаку — то був лиш сон!
А далі вже зашумував Красою Всесвіт — пить
Кохання келих юнаку — то був лиш сон!
Чарівний сон — а я повірив, що в журбі,
В самотині шептать в кутку — то був лиш сон!